# Центральне телебачення Держтелерадіо СРСР
Центральне телебачення Держтелерадіо СРСР (ЦТ СРСР) — радянська державна телерадіокомпанія у складі Держтелерадіо, що відповідала за всесоюзне та частково регіональне мовлення. Існувала поруч з місцевим та обласним мовленням з 1950-х до 1991 року.

## Історія
1 травня 1931 року у Москві відбулася перша експериментальна телетрансляція без звуку. Уже за три місяці у столиці починаються регулярні телевізійні передачі на середніх хвилях. Пізніше телевізійні передачі починають виходити у Ленінграді та Одесі. Москва вела передачі 12 разів на місяць по 60 хвилин. У жовтні 1932 року був показаний фільм про відкриття Дніпрогесу. У грудні 1933 року мовлення припинилося, у зв'язку з тим, що було визнано перспективнішим електричне телебачення. Оскільки радянська промисловість ще не освоїла виробництво необхідної апаратури, 11 лютого 1934 року передачі відновилися. У той же день створено відділ телебачення Всесоюзного Радіокомітету. Механічне телебачення остаточно припинило мовлення 1 квітня 1941 року.  [Архівовано 21 березня 2013 у Wayback Machine.]
У 1938 році проходить експериментальне мовлення електричного телебачення. Наступного року воно стає регулярним. У 1941–1945 роках телебачення не працювало. Передачі відновилися 7 травня 1945 року, а 15 грудня москвичі першими у Європі перейшли на регулярне мовлення. Основні передачі того часу були присвячені життю Радянського союзу, науці, спорту, культурним заходам. У 1948 році Московський телецентр припинив мовлення на час реконструкції. 16 червня 1949 року з Шаболовки почалося мовлення у стандарті 625 рядків.
22 березня 1951 була створена Центральна студія телебачення, програмами якої інформаційні, музичні телепередачі, кінофільми а також мультфільми мультстудії «Союзмультфільм», а також освітні передачі. З 1 січня 1955 працює щоденно.
14 лютого 1956 в ефір вийшла Друга програма ЦТ. Тоді ж була створена редакція «Останніх подій». Експерименти з кольоровим мовленням почались у 1960-му. З 29 березня 1965 року працює Третя програма (освітня), а з 1967 — четверта. 10 жовтня 1967 Перша програма розпочинає регулярне кольорове мовлення. На європейську територію СРСР сигнал передавали наземними релейними лініями.
1 травня 1965 року розпочинається експеримент з трансляцією передач ЦТ через супутники зв'язку «Блискавка» на Далекий Схід. Регулярну роботу система «Орбіта» почала 2 листопада 1967 року, коли було відкрито телецентр Останкіно. Передачі призначалися для Крайньої Півночі, Сибіру і Середньої Азії.
У 1971 році на Середню Азію та частину Казахстану передається програма «Схід» — дубль Першої програми, що враховує їх поясний час. З 1 січня 1976 року Останкіно веде мовлення вже на восьми каналах: крім чотирьох програм, ще чотири дублі Першої програми транслюються на східні території з часовим зсувом 2, 4, 6 та 8 годин. Так, перший випуск підсумкових новин передавався о 12 годині 30 хвилин за московським часом. Супутникова система Екран, що запрацювала 26 жовтня 1976 року, дозволяє приймати передачі ЦТ на колективні приймачі на Крайній Півночі та у Сибіру. З 1977 року усі програми ЦТ стають кольоровими.
1 січня 1982 року ЦТ перепланувало своє мовлення: вечірня Четверта програма стала Другою, загальносоюзний статус якої забезпечували 4 дублі для східних територій. Роботу вона починала о 8.00 і після денної перерви поновлювала мовлення о 18.00 випуском «Новин».
До 1980-х років рекламу на ЦТ не показували. Але у 1988 була показана реклама Pepsi з Майклом Джексоном.
2 листопада 1989 у ефір СРСР вийшов перший комерційний телеканал 2x2.
З 1990 року на Першій програмі ЦТ почав виходити по п'ятницях вечірній телеканал «ВІД представляє», який складався з блоку програм телекомпанії BID.
7 березня 1991 створюється Всесоюзна Державна Телевізійна і Радіомовна Компанія.
З серпня 1991 Четверта програма ЦТ працює весь день, а не лише ввечері.
16 вересня 1991 припиняє мовлення Друга програма ЦТ, її ефірний час передано республіканським каналам. У жовтні припиняє мовлення Московська програма, замінена Московським Телевізійним каналом.
27 грудня 1991 року Всесоюзна Державна Телевізійна і Радіомовна Компанія ліквідується, Центральне телебачення СРСР змінює назву на Останкіно, а Перша, Друга, Московська, Четверта, Ленінградська і Шоста програми замінюються на 1-й канал Останкіно, РТВ, МТК і 2x2, 4-й канал Останкіно, 5 канал та Технічний канал відповідно.

## Підзвітність
1953–1957 — Міністерство культури СРСР
1957–1962 — Комітет з телебачення і радіомовлення при Раді Міністрів СРСР
1962–1965 — Державний комітет з телебачення і радіомовлення при Раді Міністрів СРСР
1965–1970 — Комітет з телебачення і радіомовлення при Раді Міністрів СРСР
1970–1978 — Союзно-республіуканський комітет СРСР з телебачення та радіомовлення
1978-7 березня 1991 — Державний комітет СРСР з телебачення та радіомовлення
7 березня 1991 — 13 травня 1991- Всесоюзна державна телерадіокомпанія
13 травня-22 грудня 1991 — Російська телерадіокомпанія (Другий канал ЦТ)
22 грудня 1991–1995 — Російська державна телерадіокомпанія Останкіно
з 1995 року — формально ВАТ «ГРТ»

## Час мовлення
Ранкове мовлення починалося о 6 годині ранку, у роки застою — о 8.00, тривало до 14.00. Потім була перерва до 16.00, протягом якої транслювався сигнал точного часу у вигляді стрілочного годинника, а по Другій програмі — настроювальна таблиця. Вечірнє мовлення закінчувалося о 23 годині, іноді опівночі. Одну хвилину транслювалося повідомлення «Не забудьте вимкнути телевізор» (рос. Не забудьте выключить телевизор), супроводжуване поривистим голосним звуком.

### Годинник
Годинник транслювався у неробочий час. Він був на темно-синьому фоні з жовтими або білими цифрами. Іноді транслювався варіант з сірим фоном, чорними цифрами та написом «Центральное телевидение». Звуковий супровід був відсутній.

## Передачі ЦТ
- Гей, дівчата!
- Гей, хлопці!
- АБВГДейка
- Алло, ми шукаємо таланти!
- Артлото
- Брейн-ринг
- Будильник (щотижнева)
- В гостях у казки (щотижнева)
- У світі тварин (щотижнева)
- Веселі хлопці
- Вечір веселих запитань
- Навколо сміху
- Час (телепрограма)
- Блакитний вогник
- Діалог (телепрограма)
- До 16 і старше…
- Єралаш (кіножурнал, 6-7 разів на рік)
- Здоров'я (телепередача) (ведуча - Юлія Белянчікова)
- Кабачок 13 стільців
- Клуб веселих і кмітливих
- Кінопанорама
- Клуб кіномандрівників
- Новини (телепрограма)
- Очевидне-неймовірне
- Пісня року
- Поле чудес
- ТБ Інформ
- Цей фантастичний світ
- Що? Де? Коли?

## Сурдопереклад
Сурдопереклад програми «Час» здійснювався з 1987 року по Другій програмі ЦТ, а згодом і на Московській програмі. У середині 90-х його припинено, і замінено рухомим рядком.